# 山瀨功治
山瀨功治（1981年9月22日—），日本足球運動員，現效力日乙球隊山口雷法，前日本國家足球隊成員。

## 俱樂部生涯
山濑功治曾代表北海高中打过全国高中联赛，还前往巴西留学，2000年加盟日乙球队札幌冈萨多，当年就以出场14次攻入2球的出色表现，与队友一起升入了日职联赛，2001年获得当年度的最佳新人奖，随着冈田武史离开球队，他也最终以2亿日元的高价加盟了浦和红钻，并成为中场的进攻组织核心。
冈田武史前往横滨水手执教之后，又想签入山濑功治，但是那个时候山濑功治因为韧带撕裂因伤确定半年不会上场，但是横滨还是花了2.5亿日元把他买入，这个价格也创造了日本国内年轻球员转会的新纪录。

## 國家隊生涯
山濑功治参加过各级別国家队，在2000年亚青赛半决赛中，山濑功治带领着日本国家青年队击败了中国国家青年队。
去年8月22日日本1比0击败喀麦隆的比赛中，山濑攻入全场唯一进球；今年1月30日冈田武史执教日本的首战，山濑就打进两球，助日本3比0完胜波黑。

## 外部連結
- National Football Teams （页面存档备份，存于）
- Japan National Football Team Database
- アビスパ福岡｜MF33 山瀬 功治 （页面存档备份，存于）
- 山瀬功治オフィシャルブログ「こーじのblog」 （页面存档备份，存于）
- 山瀬功治的X（前Twitter）
- 山瀨功治 – FIFA國際賽競賽紀錄 (存檔) （英文）
- 山瀨功治在 National-Football-Teams.com 上的出场纪录 （英文）